# WTA Durban
Das WTA Durban (offiziell: South Africa) ist ein ehemaliges Damen-Tennisturnier der WTA Tour, das 1984 in der Stadt Durban, Südafrika, ausgetragen wurde.

## Siegerliste

### Einzel
| Jahr | Siegerin     | Finalgegnerin | Ergebnis |
| ---- | ------------ | ------------- | -------- |
| 1984 | Peanut Louie | Rene Uys      | 6:1, 6:4 |

### Doppel
| Jahr | Siegerinnen                       | Finalgegnerinnen               | Ergebnis      |
| ---- | --------------------------------- | ------------------------------ | ------------- |
| 1984 | Anna Maria Fernández Peanut Louie | Claudia Monteiro Beverly Mould | 7:5, 5:7, 6:1 |